# Altes Schloss Urfahrn

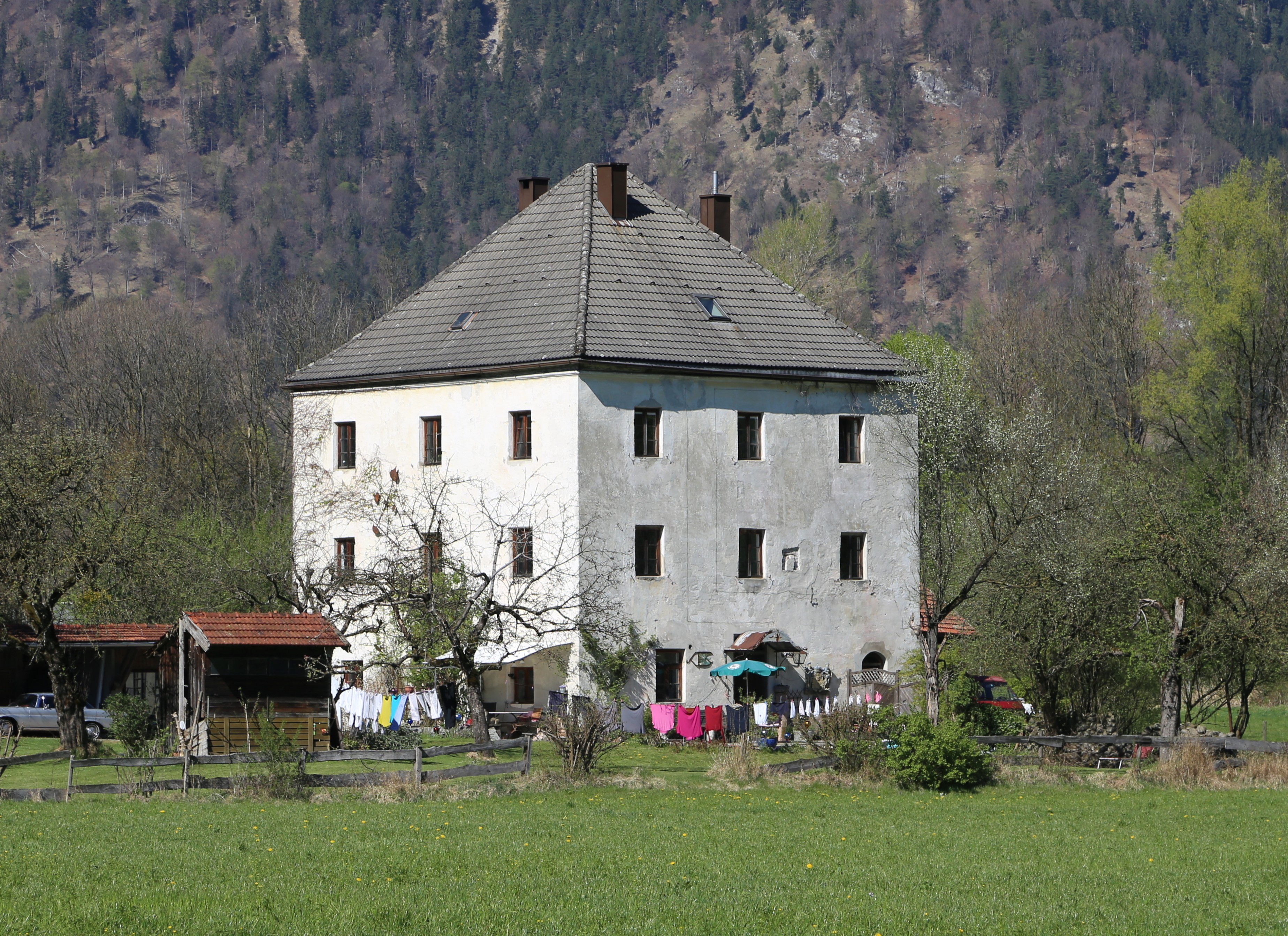
Altes Schloss Urfahrn (2020)

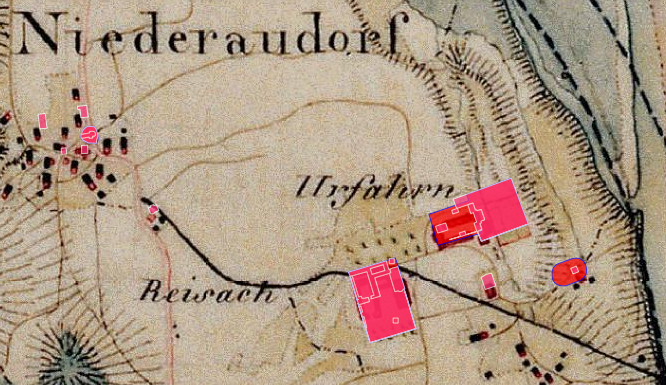
Lageplan von Schloss Urfahrn, dem Karmelitenklosters Reisach sowie dem Altes Schloss Reisach auf dem Urkataster von Bayern

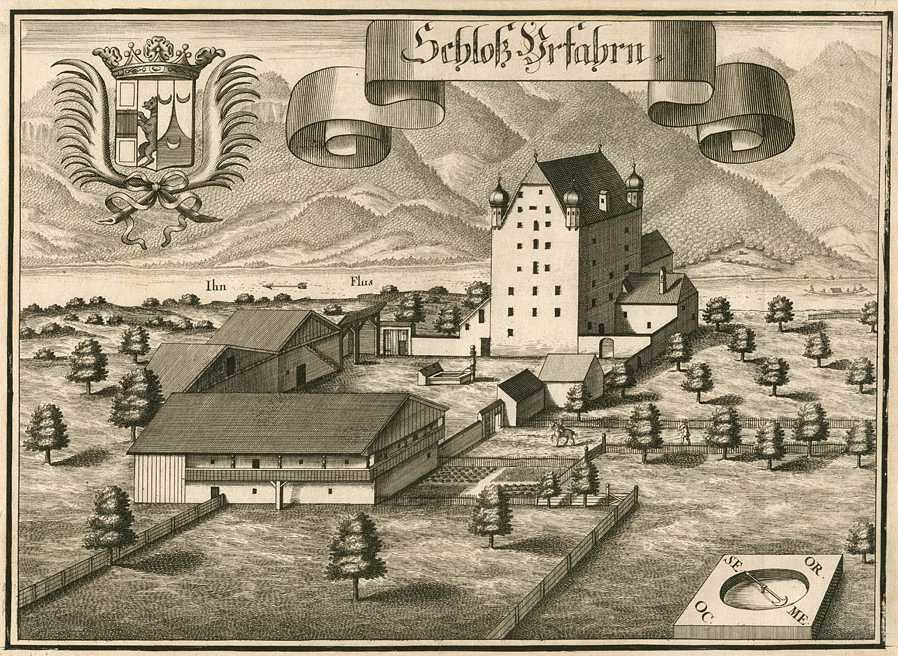
Altes Schlosses Urfahrn nach einem Stich von Michael Wening (1721)

Das Alte Schloss Urfahrn befindet sich in Reisach, einem Gemeindeteil der Gemeinde Oberaudorf im Landkreis Rosenheim von Bayern. Es liegt nur wenige Meter vom Karmeliten-Kloster Reisach sowie dem Neuen Schloss Urfahrn entfernt westlich des Inns. Die Anlage ist unter der Aktennummer D-1-87-157-63 als Baudenkmal verzeichnet. „Untertägige spätmittelalterliche und frühneuzeitliche Befunde im Bereich des ehem. Hofmarkschlosses Urfahrn in Reisach (‚Altes Schloss‘) mit abgegangenem Wirtschaftshof“ werden zudem als Bodendenkmal unter der Aktennummer D-1-8339-0037 geführt.

## Geschichte
Urfahrn war die Stammburg der Ritter von Urfahrn, die das Recht der Überfahrt über den Inn beanspruchten. Ursprünglich war dies eine Niederungsburg am Innufer, eventuell eine ehemalige Wasserburg. Das Alte Schloss Urfahrn wurde 1427 als Wohnturm mit 5 Stockwerken durch das Geschlecht der Urfahrer erbaut und war Sitz einer Hofmark. Das Alte Schloss wurde um 1700 von Michael Wening in seiner „Historico-topographica descriptio Bavariae“ dargestellt; bereits damals besaß es keinen Wassergraben mehr. Seine Besitzer waren nach dem Ritter von Urfahrn die Herren von Leoprechting (1503), Wolf Hofer (1531), die Herren von Zeilhofen (1637) sowie die Freiherren von Reisach (um 1700/21).
Nach dem Bau des Neuen Schlosses wurde es durch Abbruch der Obergeschosse in einen dreigeschossigen Walmdachbau umgebaut.

## Baulichkeit
Das Schloss ist heute ein dreigeschossiger Walmdachbau, im Erdgeschoss befinden sich Gewölbe. Der Bau stammt aus dem 18. Jahrhundert. Es wird heute als Wohnhaus verwendet. Derzeit befindet es sich in Privatbesitz.